# Comté de Santa Cruz (Californie)
Pour les articles homonymes, voir Comté de Santa Cruz.
Le comté de Santa Cruz est un comté de l'État de Californie aux États-Unis. Au recensement de 2020, il comptait 270 861 habitants. Son siège est Santa Cruz.
C'est l'un des comtés originaux de Californie, créé en 1850. Son nom fut tout d'abord « Branciforte », d'après le nom d'un village espagnol fondé dans la région en 1797, mais il fut changé moins de deux mois plus tard pour « Santa Cruz ».

## Villes et communautés du comté de Santa Cruz
- Amesti
- Aptos
- Aptos Hills-Larkin Valley
- Ben Lomond
- Bonny Doon
- Boulder Creek
- Capitola
- Corralitos
- Day Valley
- Felton
- Freedom
- Interlaken
- Live Oak
- Mount Hermon
- Opal Cliffs
- Rio del Mar
- Santa Cruz
- Scotts Valley
- Soquel
- Twin Lakes
- Watsonville

## Démographie
| 1850 | 1860  | 1870  | 1880   | 1890   | 1900   |
| ---- | ----- | ----- | ------ | ------ | ------ |
| 643  | 4 944 | 8 743 | 12 802 | 19 270 | 21 512 |

| 1910   | 1920   | 1930   | 1940   | 1950   | 1960   |
| ------ | ------ | ------ | ------ | ------ | ------ |
| 26 140 | 26 269 | 37 433 | 45 057 | 66 534 | 84 219 |

| 1970    | 1980    | 1990    | 2000    | 2010    | 2020    |
| ------- | ------- | ------- | ------- | ------- | ------- |
| 123 790 | 188 141 | 229 734 | 255 602 | 262 382 | 270 861 |

## Photos

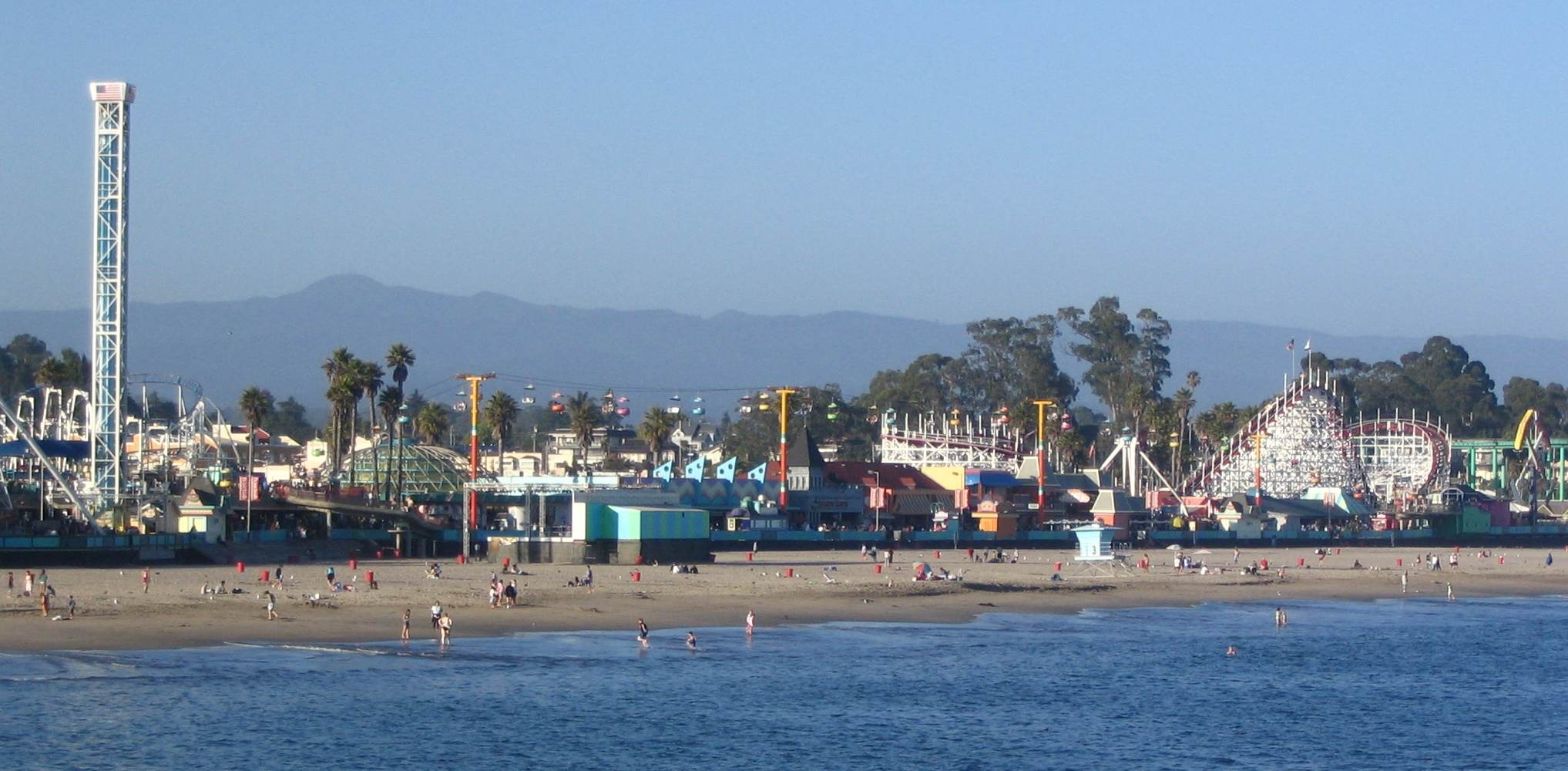
Le Boardwalk à Santa Cruz.
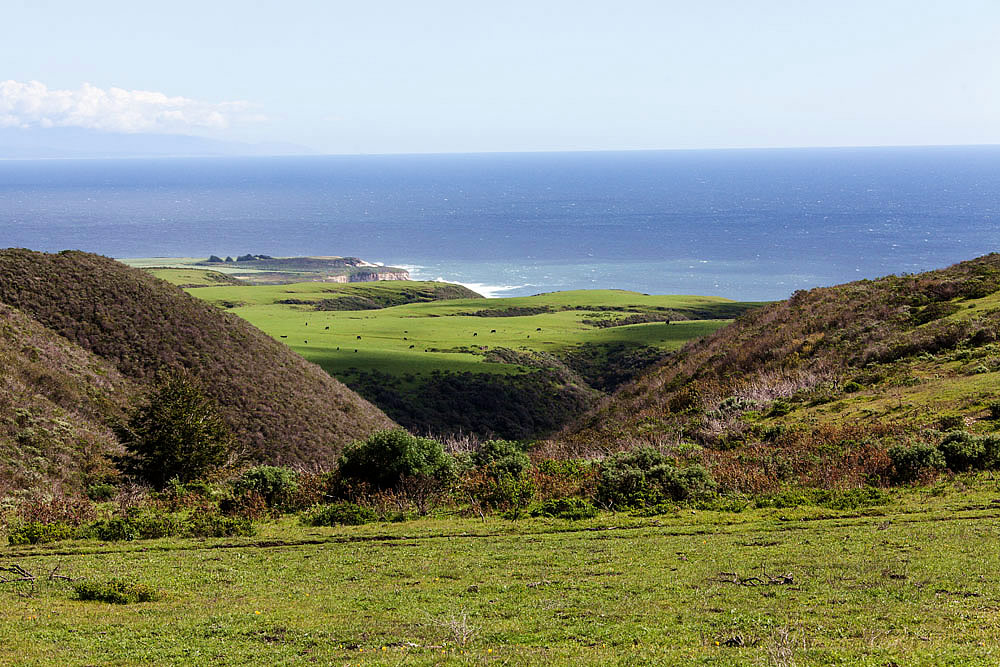
Prairies du parc d'État Coast Dairies.
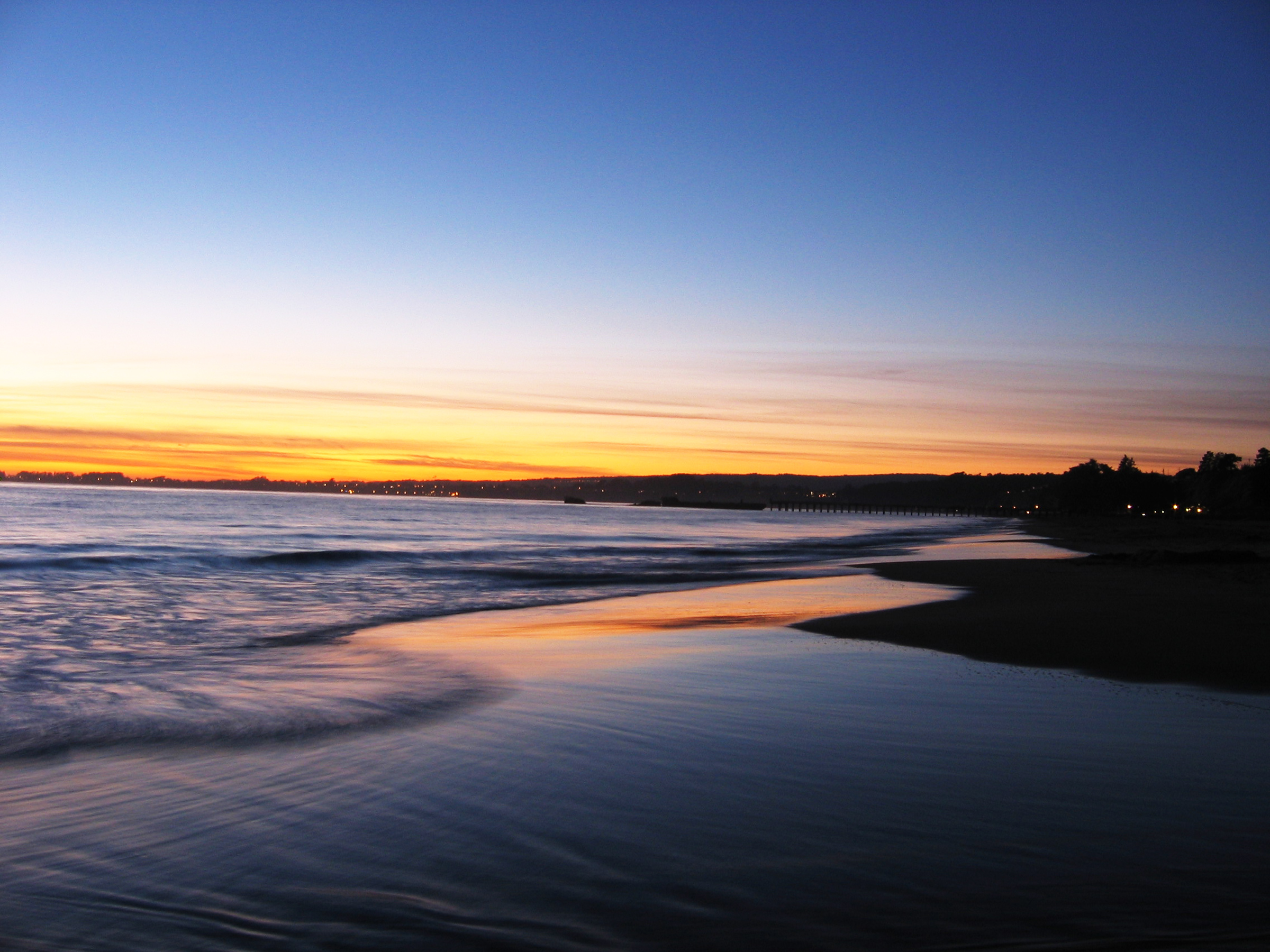
Coucher de soleil sur Seacliff State Beach, à Aptos.
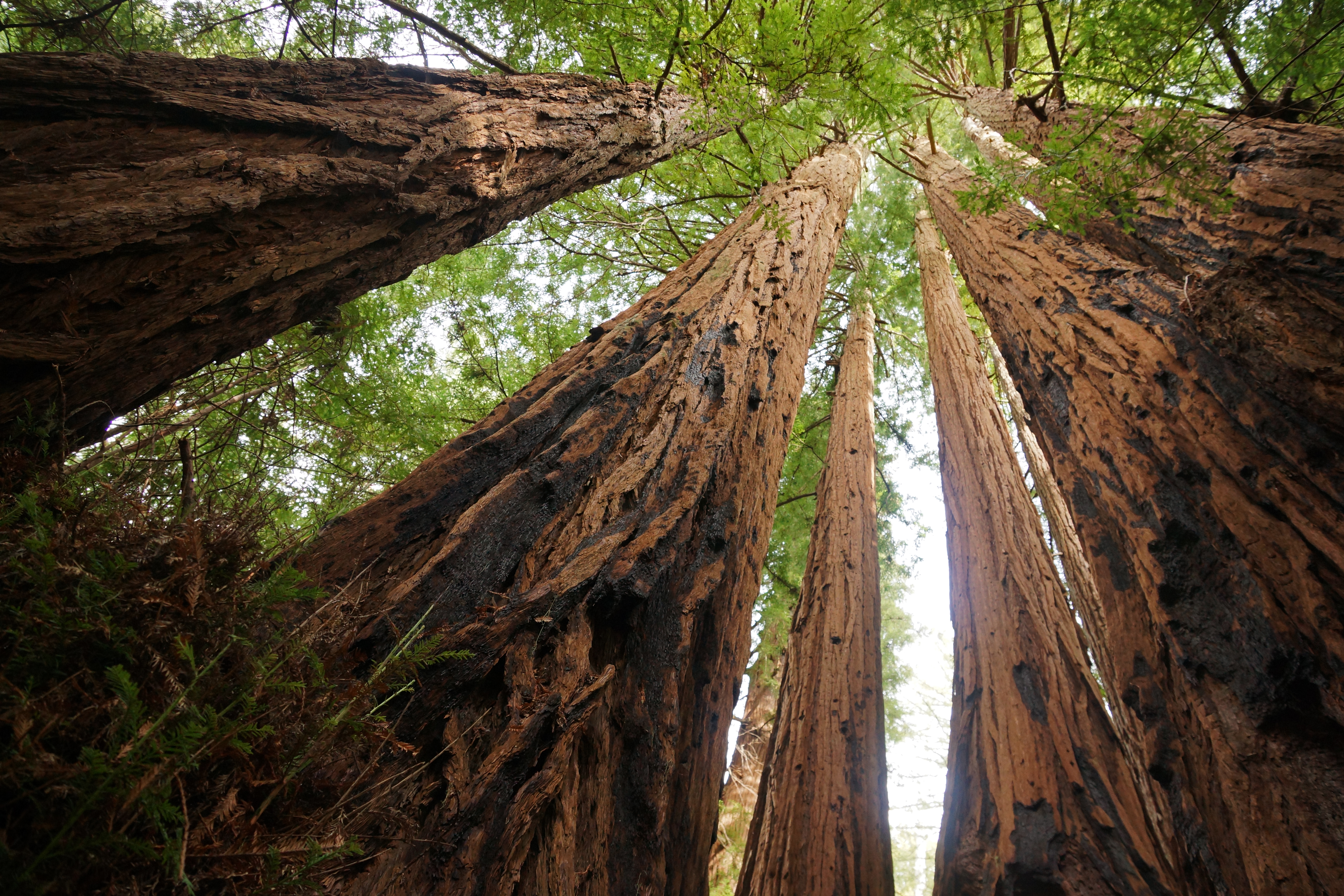
Séquoias dans le Parc d'État de Big Basin Redwoods.